# The Rocky Horror Picture Show
Cet article concerne le film de 1975. Pour la comédie musicale, voir The Rocky Horror Show. Pour le téléfilm de 2016, voir The Rocky Horror Picture Show: Let's Do the Time Warp Again.
Série
Shock Treatment
(1981)
Pour plus de détails, voir Fiche technique et Distribution.
The Rocky Horror Picture Show est un film musical américain de Jim Sharman, sorti en 1975 et adapté de la comédie musicale de Richard O'Brien, The Rocky Horror Show créée à Londres en 1973. Le film fut présenté hors compétition lors du Festival international du film fantastique d'Avoriaz 1976.
Ce film met en scène un couple récemment fiancé qui tombe en panne dans une zone isolée et se rend à la résidence étrange du Dr Frank-N-Furter.
Ce film, qui rend un hommage parodique aux films de science-fiction, d'horreur et de série B, fut un échec commercial au moment de sa sortie. On lui reprocha en particulier d'avoir une intrigue lacunaire, une ambiance de dessin animé et un caractère trop sexuel. Malgré cela, The Rocky Horror Picture Show est considéré comme un « midnight movie » ayant marqué son époque et il jouit d'un large public de fans dans le monde entier. Premier film du marché des « midnight movies » à avoir été produit par une major, il fait toujours partie des films de ce genre les plus connus et les plus rentables financièrement.
The Rocky Horror Picture Show détient également le record de la plus longue sortie en salle de l'histoire du cinéma. Plus de 40 ans après la première projection, il fait encore partie de la programmation de plusieurs salles à travers le monde,,. Le film a fait l'objet d'une suite en 1981, très peu connue en France, intitulée Shock Treatment, avec Jessica Harper dans le rôle de Janet Majors.
En 2005, The Rocky Horror Picture Show est sélectionné pour le National Film Registry, par le National Film Preservation Board, afin d'être conservé à la Bibliothèque du Congrès des États-Unis pour son « importance culturelle, historique ou esthétique ».
En 2016, le film a connu un remake et hommage sous forme de téléfilm. Intitulé The Rocky Horror Picture Show: Let's Do the Time Warp Again et réalisé par Kenny Ortega, il met en scène l'actrice Laverne Cox dans le rôle du Dr Frank-N-Furter.

## Synopsis
La chanson d'exposition Science Fiction Double Feature ouvre le film et laisse place au criminologue, le narrateur de l'histoire. Il semble avoir étudié l'affaire de Brad Majors et Janet Weiss, deux jeunes gens bien sous tous rapports originaires de Denton, la ville où il fait bon vivre (the home of happiness).
L'histoire commence par le mariage de Ralph Hapschatt et Betty Monroe, deux amis apparemment proches de Brad et Janet. Cette union sert de cadre à Brad pour demander Janet en mariage sur Damnit Janet! . Cette dernière accepte et les jeunes fiancés décident d'aller annoncer leur union prochaine à leur ancien professeur de sciences dans la classe duquel ils se sont rencontrés : le professeur Everett V. Scott.
Quelque temps plus tard, alors qu'ils se rendent chez leur ami par une nuit pluvieuse, un pneu de leur voiture éclate soudainement. Trempés et cherchant un téléphone pour prévenir leur ami de leur mésaventure, ce « héros » et cette « héroïne » trouvent refuge dans un château inquiétant, guidé par la lumière de celui-ci (Over at the Frankeinstein's place), et peuplé de personnages pour le moins étranges. Malheureusement pour eux, cette entrée en matière digne d'un film de série B n'était qu'un avant-goût...
Brad et Janet sont accueillis par les domestiques Riff Raff et Magenta qui, au lieu de les aider, les poussent au beau milieu des festivités excentriques de la convention transylvanienne annuelle qui a lieu dans la salle de bal du château. Sous les regards des deux fiancés, les convives dansent et chantent le Time Warp (la chanson du saut dans le temps), mimant l'acte sexuel par des mouvements du bassin peu équivoques et faisant l'apologie de l'alcool, du voyeurisme, de l'usage de drogue (Riff Raff parle de « sédatif ») et d'activités douteuses pouvant avoir lieu à l'arrière d'un pick-up, jusqu'à ce qu'ils finissent tous par s'effondrer sur le sol.
Brad semble alors plutôt amusé par ce à quoi il vient d'assister. Mais Janet est effrayée et le pousse vers la sortie. C'est à ce moment qu'arrive le Dr Frank-N-Furter, de dos, par un ascenseur placé au milieu du hall d'entrée que Brad et Janet n'avaient apparemment pas remarqué. Au moment où il se retourne, apparaissant entièrement enveloppé d'une cape noire et maquillé tel Dracula, Janet hurle et s'évanouit.
Frank se défait de sa cape et ayant pour seuls vêtements des bas, un bustier et des talons aiguille, se présente alors comme « un gentil travesti qui vient de Transsexuel, en Transylvanie », avec la chanson Sweet Transvestite. Brad lui présente brièvement la situation dans laquelle lui et Janet se trouvent. Le maître des lieux ne semble pas vraiment surpris. Il les rassure en leur promettant de les aider à faire réparer leur voiture. Puis il leur propose de venir voir à l'étage l'homme qu'il a créé dans son laboratoire, puis il repart, sous les applaudissements, par l'ascenseur situé au milieu du hall.
Brad et Janet ont l'air pour le moins intrigués par ce qu'ils viennent de voir. Janet veut partir, Brad hésite. Riff Raff et Magenta arrivent pour les aider à se sécher et en profitent pour les débarrasser presque entièrement de leurs vêtements trempés.
Maintenant en sous-vêtements, ils sont emmenés par les domestiques dans l'ascenseur qui les conduit au laboratoire où ils retrouvent Frank et tous les autres convives.
Ils assistent tous à la naissance de Rocky, créature de Frankenstein créée de toutes pièces par Frank à des fins purement sexuelles. Rocky se présente sous la forme d'un bel homme musclé et blond en sous-vêtements dorés. Un peu perdu, il chante son désarroi dans Sword of Damocles. Frank offre à sa créature en cadeau de naissance un assortiment d'haltères afin d'entretenir son corps de dieu grec en manifestant sa hâte avec I Can Make You A Man. Cependant, les festivités sont interrompues par l'arrivée inattendue d'Eddie, un ancien amant du scientifique, qui sort d'une chambre froide en chevauchant une moto, et en dansant un rock endiablé (Hot Patootie) avec Colombia. Visiblement mécontent d'avoir été interrompu, Frank tue Eddie avec une pioche sous les yeux horrifiés de Brad et Janet avant de reprendre comme si rien ne s'était passé l'éloge de Rocky qu'il avait entamé (reprise de I Can Make You A Man). La scène se termine par une marche nuptiale entre Frank et Rocky.
Brad et Janet sont séparés et amenés dans leurs chambres respectives pour la nuit, ce qui permet à leur hôte d'initier Janet aux plaisirs de la chair en se faisant passer pour Brad. Celle-ci finit par se rendre compte du subterfuge mais Frank la convainc de se laisser tenter. Après avoir quitté Janet, Frank se rend auprès de Brad et la scène se passe exactement comme avec sa fiancée. Pendant ce temps, Riff Raff effraye Rocky, le poussant à rompre ses chaînes et à s'enfuir.
Janet, prise de remords, quitte sa chambre, cherchant Brad dans le château. Arrivée dans le laboratoire, elle découvre sur un moniteur de surveillance l'infidélité de Brad, ainsi que Rocky qui s'est réfugié dans la cuve qui l'a fait naître. Janet, venant de découvrir les plaisirs charnels et sous le coup de toutes les émotions vécues lors de cette longue soirée, se laisse aller dans les bras de la créature qui découvre par la même occasion le corps de la femme (Touch-a, Touch-a, Touch-a Me). Grâce à une caméra de surveillance, Magenta et Columbia s'amusent depuis leur chambre de cette nouvelle scène d'infraction aux prescriptions matrimoniales dont elles sont les témoins.
Frank, Brad et Riff Raff, après avoir découvert la disparition de la « créature », retournent au laboratoire où ils apprennent qu'un intrus est entré dans le château, qu'il n'est autre que le Dr Everett V. Scott qui est à la recherche de son neveu Eddie. C'est à ce moment-là que Rocky et Janet sont découverts ensemble par les autres. On apprend alors que le Dr Scott est un ennemi de Frank-N-Furter et qu'il travaille sur les OVNI. Magenta les interrompt pour annoncer que le dîner est prêt.
Tous les personnages du film se retrouvent alors autour d'une table. Dr Scott raconte alors le passé d'Eddie (Eddie (Eddie's Teddy)) et ce qu'il l'a amené au château. Les invités finissent par comprendre qu'ils sont en train de manger les restes d'Eddie. L'horreur et le dégoût les saisit tous lorsque Frank tire la nappe et dévoile le cadavre d'Eddie caché dans la table. Janet effrayée se jette par réflexe dans les bras de Rocky, ce qui provoque la colère de Frank qui la pourchasse dans les escaliers (Planet Schmanet Janet) jusqu'au laboratoire où les autres les rejoignent.
Frank empêche Brad, Janet et le Dr Scott de bouger grâce à un « transducteur sonique » qui colle leurs pieds au sol.
Frank sous-entend que le Dr Scott est un ancien nazi et ce dernier révèle alors à Brad et Janet que Furter et ses domestiques sont en fait des extraterrestres.
Frank, toujours en colère, transforme temporairement Brad, le Dr Scott, Janet, Columbia et Rocky en statues de pierre.
Frank les habille en sous-vêtements sexy, puis leur redonne vie afin de les forcer à participer avec lui à un show dans le cabaret du château dans lesquels chacun dévoile son histoire personnelle (Rose Tint My World).
Mais le spectacle est interrompu par Magenta et Riff Raff. Ce dernier accuse Frank d'avoir échoué dans sa mission et d'avoir un style de vie trop extrême. Il tue Columbia, Frank et Rocky, puis ordonne à Brad, Janet et au Dr Scott de s'enfuir du château, qui s'avère être un vaisseau spatial, avant que celui-ci ne retourne sur la planète Transsexuel, dans la galaxie de Transylvanie.
Le film se termine par une scène étrangement pessimiste et lucide, où l'on voit Janet, Brad et le Dr Scott ramper sur le sol (Superheroes), leurs vêtements déchirés à cause de l'explosion provoquée par le décollage du château, et une ultime réplique, non moins étrange, du narrateur : « Et rampant sur la surface de la planète, des insectes que l'on appelle la race humaine, perdus dans le temps et perdus dans l'espace, sans aucune signification. »

## Fiche technique
- Titre : The Rocky Horror Picture Show
- Réalisation : Jim Sharman
- Scénario : Jim Sharman et Richard O'Brien d'après sa comédie musicale
- Lyrics : Richard O'Brien
- Musique : Richard O'Brien
- Direction musicale : Richard Hartley
- Chorégraphie : David Toguri (en)
- Concepteur de l'univers visuel : Brian Thomson (en)
- Direction artistique : Terry Ackland-Snow
- Décors : Dick Frift
- Costumes : Sue Blane (en), Richard Pointing et Gillian Dods
- Maquillage : Pierre La Roche et Peter Robb-King
- Coiffures : Ramon Gow
- Photographie : Peter Suschitzky
- Ingénieur du son : Ron Barron
- Effets spéciaux : Wally Veevers et Colin Chilvers (en)
- Montage : Graeme Clifford
- Sociétés de production :Twentieth Century Fox, Houtsnede Maatschappij N.V. et Michael White Productions Ltd.
- Producteurs : John Goldstone, Lou Adler et Michael White (en)
- Distributeur : Twentieth Century-Fox Film Corporation
- Budget : 1 200 000 $[7]
  - Budget promotionnel : 500 000 $[7]
- Format : Couleurs (Eastmancolor) - 1,85:1 - Mono - 35 mm
- Genre : Comédie horrifique, film musical
- Durée : 99 minutes
- Pays d'origine : 
  -  Royaume-Uni
  -  États-Unis
- Langue : anglais
- Lieux de tournage : Bray Studios
- Dates de sortie : 
  - Royaume-Uni : 14 août 1975
  - États-Unis : 26 septembre 1975
  - France : 14 avril 1976
- Box-office mondial  : 175 000 000 $
- Classification :
  - Public averti (adulte au moment de la sortie du film)
  - Sur le Blu-ray (sortie en octobre 2010), il est classé interdit aux moins de 12 ans.

## Distribution
- Tim Curry : Dr Frank-N-Furter
- Susan Sarandon : Janet Weiss
- Barry Bostwick : Brad Majors
- Richard O'Brien : Riff Raff - Le pasteur (scène du mariage)
- Patricia Quinn : Magenta - La femme du pasteur (scène du mariage)
- Nell Campbell (créditée Little Nell) : Columbia - La fille du pasteur (scène du mariage)
- Jonathan Adams : Dr Everett V. (Von) Scott
- Peter Hinwood : Rocky Horror
- Meat Loaf : Eddie
- Charles Gray : le criminologue
- Jeremy Newsome : Ralph Hapschatt
- Hilary Labow (Hilary Farr (en)) : Betty Munroe-Hapschatt
- Koo Stark : la fiancée
- Christopher Biggins : Transylvanien
- Imogene Claire : Transylvanien
- Ishaq Bux : Transylvanien
- Rufus Collins : Transylvanien
- Kimi Wong-O'Brien : Transylvanien
- Stephen Calcutt : Transylvanien
- Annabel Leventon : Transylvanien
- Fran Fullenwider : Transylvanien
- Gaye Brown : Transylvanien
- Henry Woolf : Transylvanien
- Hugh Cecil : Transylvanien
- Lindsay Ingram : Transylvanien
- Pam Obermeyer : Transylvanien
- Peggy Ledger : Transylvanien
- Perry Bedden : Transylvanien
- Saddie Corre : Transylvanien
- Anthony Milner : Transylvanien
- Tony Them : Transylvanien

## Production

### Tournage

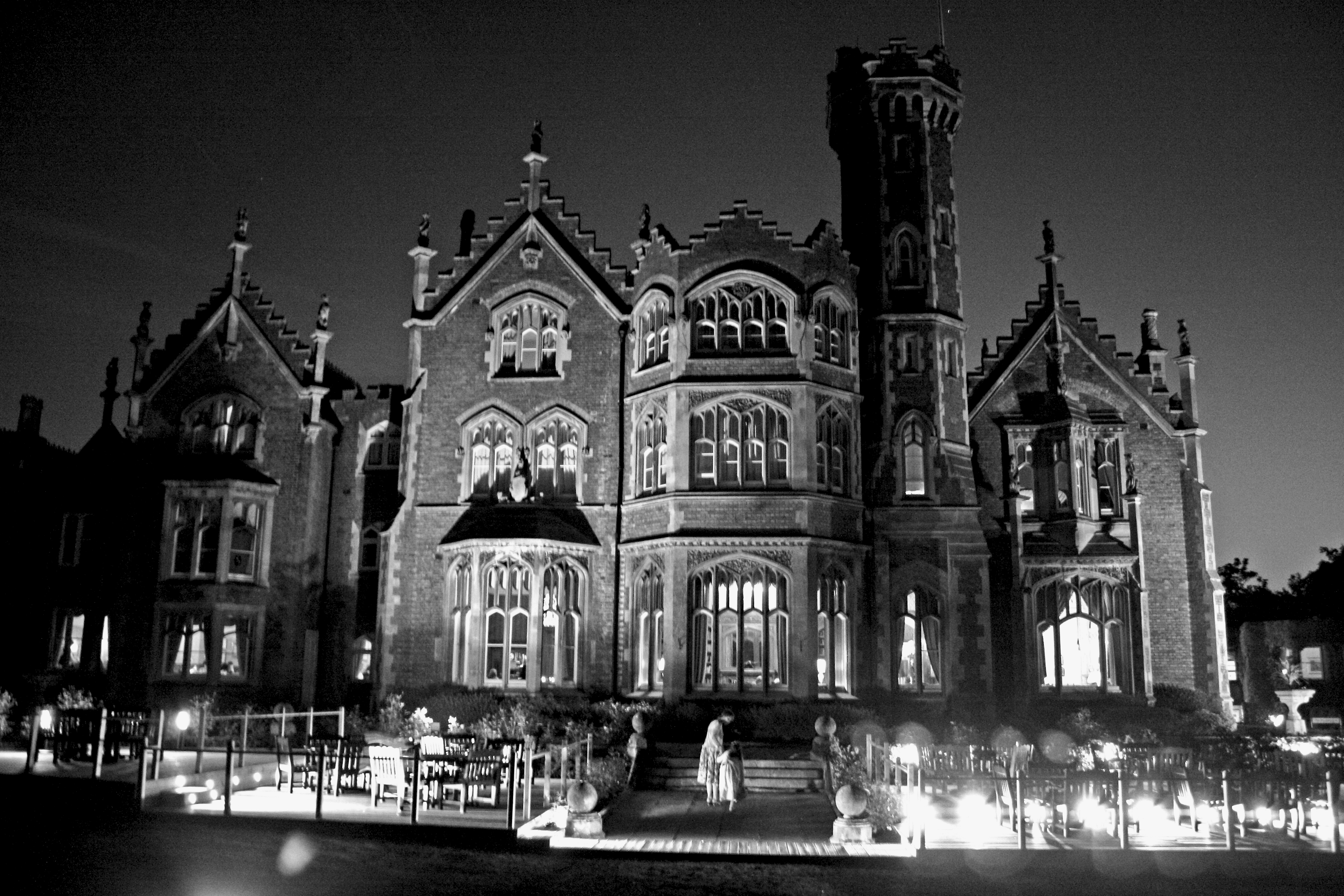
Oakley Court.

Le tournage se déroule aux Bray Studios, à Oakley Court (en), une maison de campagne près de Maidenhead dans le Berkshire, et aux studios d'Elstree pour la postproduction, du 21 octobre au 19 décembre 1974. Oakley Court (en) sert de lieu de tournage du château de Frank N. Furter. Le tournage de la scène du laboratoire et de la création du personnage principal se fait le 30 octobre 1974,.
Oakley Court est connu pour avoir été un lieu de tournage d'un grand nombre de films de la Hammer Film Productions, dont le style instantanément reconnaissable est repris par le scénario. À l'époque du tournage, le château est plutôt délabré. Le tournage ayant lieu durant l'automne, les conditions climatiques sont rudes et Susan Sarandon est victime d'une pneumonie. En 1997, le château Oakley Court est rénové et il est, aujourd'hui, un hôtel de luxe.
La scène du dîner a été écrite spécialement pour le film et n'existait donc pas dans la pièce dans laquelle Eddie n'était d'ailleurs pas tué par Frank.
La célèbre bouche que l'on aperçoit dans le générique du début est inspirée d'une peinture de Man Ray, Lips over Hollywood et d'une animation de Terry Gilliam qui assure la transition entre le quatrième et le cinquième sketch, dans le seizième épisode du Monty Python's Flying Circus. Les lèvres rougies sont celles de Patricia Quinn, alias Magenta. La voix est en revanche celle de Richard O'Brien, le créateur du RHPS qui joue le rôle de Riff Raff.
Pierre La Roche, le maquilleur de David Bowie, est logiquement engagé pour concevoir les maquillages des personnages de cet opéra glam rock.

### Bande originale
| Numero de piste | Chanson                                             | Principaux interprètes                       | Autres interprètes                                  | Scène                                                                                 |
| --------------- | --------------------------------------------------- | -------------------------------------------- | --------------------------------------------------- | ------------------------------------------------------------------------------------- |
| 1               | Science Fiction/Double Feature                      | Richard O'Brien                              | Magenta (la bouche)                                 | Générique                                                                             |
| 2               | Dammit, Janet!                                      | Brad, Janet                                  | Riff Raff, Magenta, Columbia (constituant la foule) | Après le mariage, devant et dans l'église                                             |
| 3               | Over at the Frankenstein Place                      | Brad, Janet                                  | Riff Raff, 2e couplet                               | Sur la route une nuit d'orage après avoir crevé et arrivant dans le parc d'un château |
| 4               | The Time Warp                                       | Riff Raff, Magenta, Brad Columbia            | le criminologue, les Transylvaniens                 | La salle de bal                                                                       |
| 5               | Sweet Transvestite                                  | Frank-N-Furter                               | Riff Raff, Magenta, Columbia, les Transylvaniens    | La salle de bal immédiatement après The Time Warp                                     |
| 6               | The Sword of Damocles                               | Rocky                                        | Riff Raff, Magenta, Columbia, les Transylvaniens    | Le laboratoire                                                                        |
| 7               | I Can Make You a Man                                | Frank-N-Furter                               | Les Transylvaniens                                  | Le laboratoire                                                                        |
| 8               | Hot Patootie (Whatever Happened to Saturday Night?) | Eddie                                        | Les Transylvaniens                                  | Le laboratoire                                                                        |
| 9               | I Can Make You a Man (Reprise)                      | Frank-N-Furter                               | Janet, Transylvaniens                               | Le laboratoire                                                                        |
| 10              | Once in a While (scène coupée)                      | Brad                                         | N/A                                                 | La chambre de Brad (monté avec plusieurs scènes de la première partie du film)        |
| 11              | Touch-a, Touch-a, Touch-a, Touch Me                 | Janet                                        | Rocky, Brad, Frank, Magenta, Riff Raff, Columbia    | Dans la cuve qui a donné naissance à Rocky                                            |
| 12              | Eddie (Eddie's Teddy)                               | Dr Scott, Columbia                           | Tout le casting                                     | La salle à manger et la chambre de Columbia                                           |
| 13              | Planet Schmanet Janet                               | Frank-N-Furter                               | Riff-Raff, Magenta, Brad, Janet, Dr Scott           | Dans les escaliers et les couloirs du château jusque dans le laboratoire.             |
| 14              | Rose Tint My World                                  | Columbia, Rocky, Brad, Janet                 | N/A                                                 | Sur la scène du cabaret/salle de bal                                                  |
| 15              | Don't Dream It, Be It                               | Frank-N-Furter                               | Brad, Janet, Columbia, Rocky, Dr Scott              | Dans la piscine du cabaret                                                            |
| 16              | Wild And Untamed Thing                              | Frank-N-Furter, Columbia, Rocky, Brad, Janet | Riff Raff                                           | Sur la scène du cabaret/La salle de bal                                               |
| 17              | I'm Going Home                                      | Frank-N-Furter                               | Columbia, Rocky, Brad, Janet                        | Sur la scène et dans l'allée du cabaret                                               |
| 18              | Superheroes                                         | Brad, Janet                                  | Le criminologue                                     | À l'extérieur du château et dans le bureau du criminologue                            |
| 19              | Science Fiction/Double Feature (Reprise)            | Richard O'Brien                              | N/A                                                 | Générique de fin                                                                      |

### Participation du public à un film devenu culte

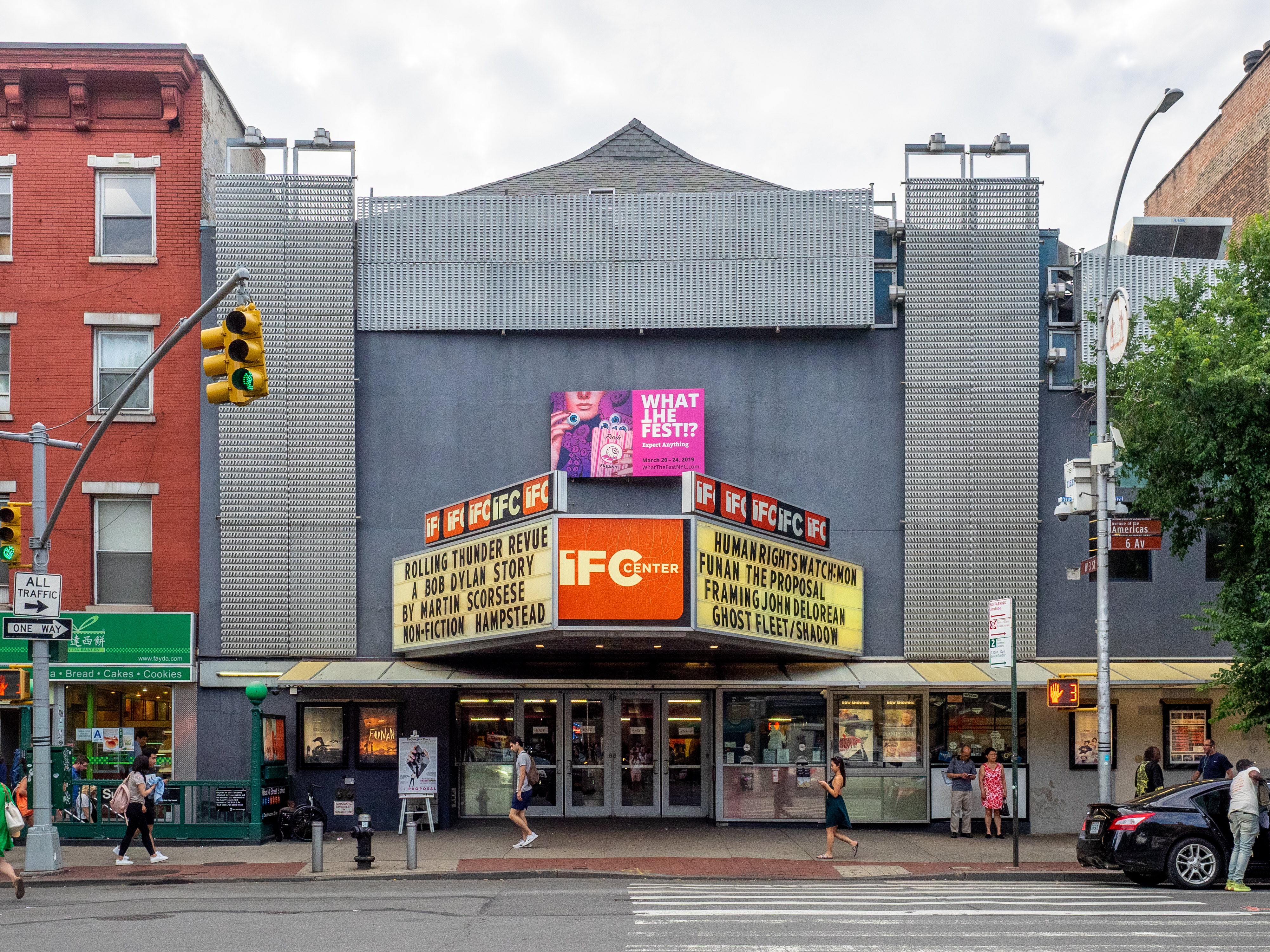
Le Waverly Theater, lieu des premières projections avec participation du public, actuellement l'IFC Center, à Manhattan.

Le film n'a eu que peu de succès lors de sa sortie en salle en 1975. Il fut donc redistribué à New York aux séances de minuit du Waverly Theater, afin d'être rentabilisé. Petit à petit, un noyau dur de fans s'établit, connaissant le film absolument par cœur et venant à chaque représentation du film. Au fil des séances, des lignes de dialogues alternatives ont été imaginées pour être intercalées entre les répliques des personnages, leur donnant un sens complètement différent, souvent comique ou à connotation sexuelle. Ainsi avec le temps cette interactivité évolua, certains fans commencèrent à venir grimés comme les personnages. Puis, certains d'entre eux commencèrent à danser et à chanter sur les musiques du film.
Le plus passionné des fans du film s'appelle Sal Piro (en) et figure dans le livre Guinness des records depuis 1987 pour avoir vu le film plus de 750 fois au cinéma (et plus de 3 000 fois en 2015). Il est presque aussi célèbre auprès des connaisseurs que les acteurs du film. D'après une interview donnée durant la convention des 35 ans à Los Angeles, Sal Piro serait à l'origine du phénomène du shadow casting (le fait que le public rejoue le film dans la salle en même temps que le film, en essayant d'avoir des mouvements simultanés avec leurs alter-ego à l'écran).
Le film et son animation se sont propagés dans d'autres villes, puis dans d'autres pays. Il est arrivé en France en 1980 au Studio Galande. Tout comme l'animation new-yorkaise, à l'origine, l'animation était spontanée dans le public, puis des groupes de spectateurs se sont organisés en troupes, déguisées, assurant un spectacle en parallèle des projections.
Deux troupes bénévoles se relayent aujourd'hui pour assurer deux représentations par semaine, les vendredi et samedi soirs, ainsi que des représentations supplémentaires lors de festivals ou pour des événements spécieux (pour Halloween par exemple).
Les différentes troupes qui ont joué au studio Galande sont, par ordre chronologique:
- Le Zen Room (des années 1990 aux années 2001).
- Les Absent Friends (de juin 1993 à février 2002).
- Le PicNic (de 1998 à 2001)
- Les Sweet Transvestites (début 2000 à 2014)
- Les Irrational Masters, puis les NoGoodKids (début 2002 jusqu'à 2022)
- Les Deadly Stings (2012 à 2018)
- Les Burden of Quirk (mars 2017 à aujourd'hui)
- Les No Good Kids (2013 à 2022)
- Les Time Slips (2018 à aujourd'hui)
- Les Panic Babies (2022 à aujourd'hui)

En juillet 2015, à l’occasion du 40e anniversaire de la sortie du Rocky Horror Picture Show, la Fox édite une copie numérique du film, dont le lancement a donné lieu à deux gros événements à Paris : le tout premier le 18 juillet au Cinéma Paradiso du Grand Palais et le second pour Halloween au 104; chacun devant un public dépassant les 2 000 personnes. Ces célébrations ont été organisées en collaboration avec les Sweet Transvestites, le fan club officiel du Rocky Horror Picture Show en France depuis 2005.

## Mentions dans d'autres œuvres

### Films et séries
- Le film Fame (1980) rend hommage au RHPS quand les héros vont voir une projection animée du Rocky Horror[27] et où le véritable Sal Piro fait une apparition. Dans le remake, Fame (2009), c'est durant les auditions, au début, que l'un des protagonistes rejoue une scène culte de Columbia.
- La série Glee rend hommage au film[27] lors de l'épisode 5 de sa saison 2, à travers un univers totalement reconstitué pour Halloween, et une bande-originale associée nommée The Rocky Horror Glee Show dans laquelle sont repris plusieurs tubes.
- Dans la série Cold Case, l'épisode 21 de la saison 2 («Créatures de la nuit») fait directement référence au film, la musique de l'épisode étant majoritairement tirée de celle du Rocky Horror Picture Show et les événements racontés prenant place lors d'une diffusion du film.
- Dans Halloween 2 de Rob Zombie, Laurie se rend à une soirée Rocky Horror Picture Show, elle porte alors le costume de soubrette de Magenta.
- Dans l'épisode 4 de la saison 27 des Simpson: Simpsons : Halloween of Horrors , les adultes de Springfield chantent et dansent d'après le Time Warp[27].
- Le film Le Monde de Charlie, adapté du livre éponyme de Stephen Chbosky, rend hommage au film au travers d'une comédie musicale montée par le groupe d'amis que fréquente Charlie[27].
- Dans la saison 2 d’Élite, le personnage d’Omar (interprété par Omar Ayuso) se déguise en Dr Frank N Furter à une soirée d’halloween.

### Littérature
- Dans le 2e tome de Journal d'une princesse de Meg Cabot, Mia voit le film avec ses amis.
- Dans le manga One Piece, le leader de Newkama Land, Emporio Ivankov, est largement inspiré du personnage du Dr Frank-N-Furter. Il en est de même pour toute une partie de l'ambiance de l'île des Okama : Kedétrav, dont certaines scènes rappellent le film.
- Dans Le Monde de Charlie, livre à l'origine du film éponyme, écrit par Stephen Chbosky, Charlie assiste puis participe aux projections organisées par ses amis.
- Dans le manga M×Zéro, le président du comité de discipline, Ryudo Nagai, porte un bonnet magique nommé Rocky, qui insulte les gens contre la volonté de son porteur en déformant les pensées de ce dernier. Bien que l'apparence de Rocky soit un squelette ailé démoniaque et ne partage aucune ressemblance avec le personnage de Rocky du film The Rocky Horror Picture Show, les sorts pour l'invoquer s'appellent respectivement "The Rocky Horror Show" et "Rocky Horror Stage".

### Musique
- La chanson The Time Warp  a été reprise par le groupe de rock Tenacious D à l'occasion de l'élection présidentielle de 2020.

### Arts plastiques
- En plein centre d'Hamilton (Nouvelle-Zélande), sur Victoria Street, se dresse une statue de Riff Raff, et sur le mur dos à lui est inscrit, sous forme de dessin, comment faire le Time Warp. Cette statue a été réalisée par la société Weta Workshop. Elle est filmée par une webcam visible depuis un site internet[28].